# Polygamia

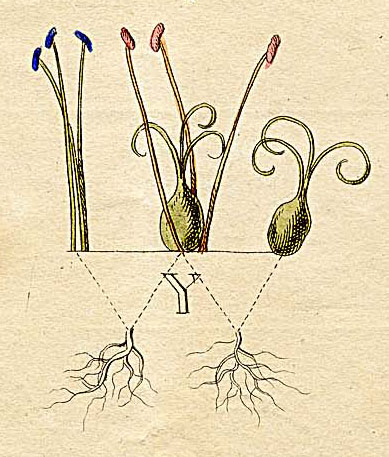
Polygamia

Em botânica, polygamia  é uma classe de plantas segundo o sistema de Linné.  São espécies que apresentam flores hermafroditas e unissexuais.
As ordens e os gêneros que constituem esta classe são:
Ordem 1. Monoecia (com flores hermafroditas e unissexuais masculinas ou femininas no mesmo indivíduo)
Gêneros: Musa, Ophioxylon, Celtis, Veratrum, Andropogon, Holcus, Ischaemum, Cenchrus, Aegilops, Valantia, Parietaria, Atriplex, Dalechampia, Acer, Begonia
Ordem 2. Dioecia (com flores hermafroditas num indivíduo e unissexuais masculinas ou femininas em outro indivíduo)
Gêneros: Gleditsia, Fraxinus, Diospyros, Nyssa, Anthospermum, Arctopus, Panax
Ordem 3. Trioecia (espécies que apresentam indivíduos com flores femininas, indivíduos com flores hermafroditas e indivíduos com flores masculinas) 
Gêneros: Ficus